# 社会保障 (アメリカ合衆国)
アメリカ合衆国において社会保障、ソーシャルセキュリティ（Social Security）とは、一般的に連邦政府の運営する老年・遺族・障害者保険（Old-Age, Survivors, and Disability Insurance, OASDI）プログラムを指し、これは社会保障局（SSA）が所管している。初の社会保障法は1935年にフランクリン・ルーズベルトにより署名され、現在も改正され有効である。 
米国の社会保障は主に給与税を財源としており、連邦保険拠出法(FICA税)および自営基金法(SECA税)を根拠とする。拠出金はアメリカ合衆国内国歳入庁(IRS)により徴税され、 連邦老齢・遺族保険信託基金（Federal Old-Age and Survivors Insurance Trust Fund）、連邦障害保険信託基金（Federal Disability Insurance Trust Fund）、社会保障年金信託基金といった連邦基金に信託される 。僅かな例外を除いて、すべての給与が課税所得とみなされ給与税の対象となる。課税上限枠額も存在し、2018年においては課税対象は最大年収$128,400までである。
2015年では、OASDIの社会保障支出は7505億ドル、障害保険の支出は1466億ドルであった。この社会保障支出によって、65歳以上のアメリカ人の貧困率をおおよそ40%から10%に下げることができていると推計されている。2018年に社会保障年金信託基金は、現プログラムの財政は2034年に破綻するであろうと報告している。

## 主なプログラム

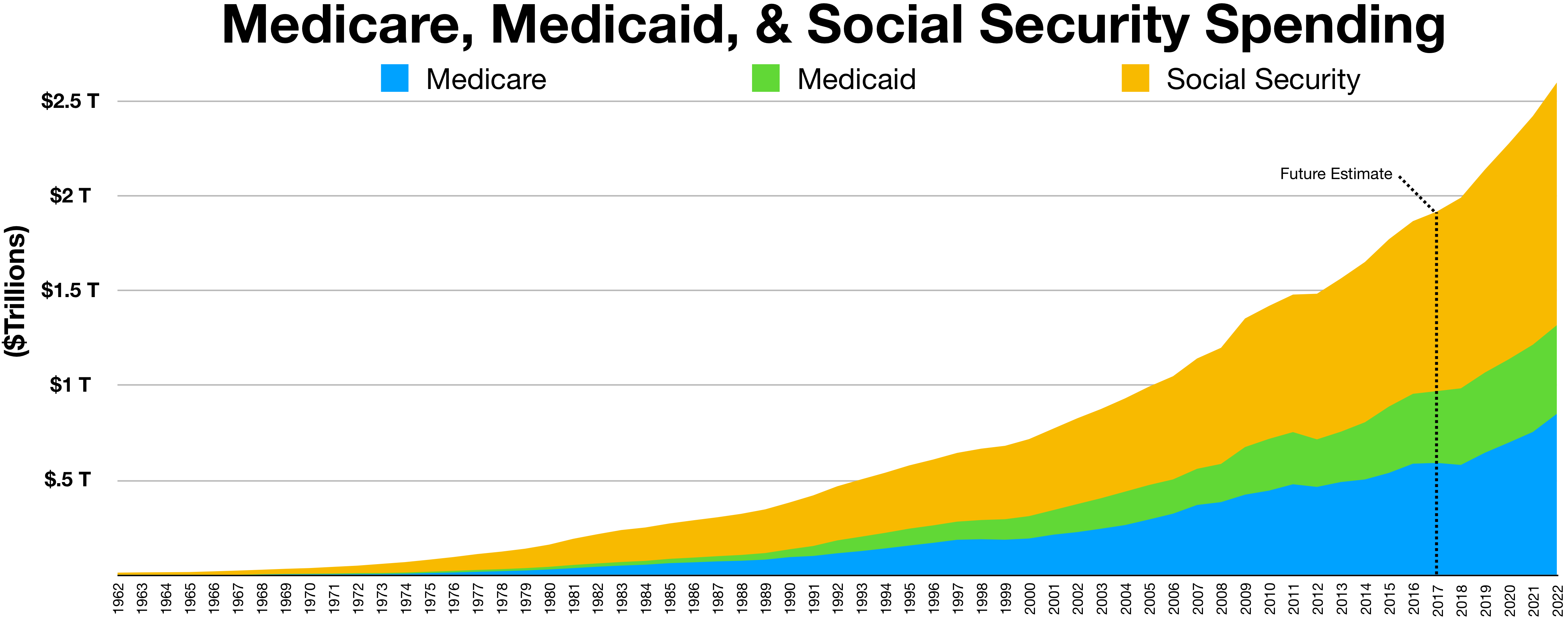
メディケア、メディケイド、ソーシャルセキュリティの支出推移

社会保障局が所管する主なプログラムには以下がある。
- 連邦老年・遺族・障害者保険（OASDI）
- 貧困家庭一時扶助（英語版）（TANF）
- 老年・障害者向け健康保険 - メディケア
- 低所得者向け健康保険 - メディケイド
- 児童医療保険プログラム（英語版）（SCHIP）
- 生活補助金（Supplemental Security Income）

## 歴史
以下の表はOASDI（SS）税率とメディケア税率の歴史的推移である。両税を総称して「FICA Tax（連邦保険料法税）」と言い、自営業者などは全額自己負担だが、被用者は雇用者と折半である。所得税の「控除」に当たるものはなく、また所得額に拘わらず一定税率である。
OASDI税は年間課税上限所得額があるが、メディケア税は上限がなく青天井のみならず、年度中に一定額（2022年は単身者は20万ドル、夫婦合算申告者は合算で25万ドル）を超える所得には、本人（と配偶者）全額自己負担の「追加メディケア税」0.9%が課される。OASDI税の納税実績はその人の将来の給付額に関わるので課税上限額などに「単身・夫婦」の区別はなく常に個人に属するが、メディケア税の納付実績は所得額に関係なく将来のメディケア加入資格（65歳以上で10年間以上メディケア税納税）にだけ関係するので「夫婦合算」（両配偶者が「納税」）がある。
FICA税は日本の年金保険料とは違い、年齢に関係なく課税所得があれば何歳でも一律に納税義務がある。また所得に対する定率課税なので、日本の国民年金のような免除や猶予のような制度はなく、所得がゼロなら税額はゼロで、その分将来の支給が発生しない。
| 社会保障税の歴史的推移                  | 社会保障税の歴史的推移 | 社会保障税の歴史的推移 | 社会保障税の歴史的推移 | 社会保障税の歴史的推移 | 社会保障税の歴史的推移 | 社会保障税の歴史的推移 | 社会保障税の歴史的推移 |
| 年                                      | 課税上限所得           | OASDI税率              | メディケア税率         | 年                     | 課税上限所得           | OASDI税率              | メディケア税率         |
| --------------------------------------- | ---------------------- | ---------------------- | ---------------------- | ---------------------- | ---------------------- | ---------------------- | ---------------------- |
| 1937                                    | 3,000                  | 2%                     | —                      | 1978                   | 17,700                 | 10.1%                  | 2.0%                   |
| 1938                                    | 3,000                  | 2%                     | —                      | 1979                   | 22,900                 | 10.16%                 | 2.1%                   |
| 1939                                    | 3,000                  | 2%                     | —                      | 1980                   | 25,900                 | 10.16%                 | 2.1%                   |
| 1940                                    | 3,000                  | 2%                     | —                      | 1981                   | 29,700                 | 10.7%                  | 2.6%                   |
| 1941                                    | 3,000                  | 2%                     | —                      | 1982                   | 32,400                 | 10.8%                  | 2.6%                   |
| 1942                                    | 3,000                  | 2%                     | —                      | 1983                   | 35,700                 | 10.8%                  | 2.6%                   |
| 1943                                    | 3,000                  | 2%                     | —                      | 1984                   | 37,800                 | 11.4%                  | 2.6%                   |
| 1944                                    | 3,000                  | 2%                     | —                      | 1985                   | 39,600                 | 11.4%                  | 2.7%                   |
| 1945                                    | 3,000                  | 2%                     | —                      | 1986                   | 42,000                 | 11.4%                  | 2.9%                   |
| 1946                                    | 3,000                  | 2%                     | —                      | 1987                   | 43,800                 | 11.4%                  | 2.9%                   |
| 1947                                    | 3,000                  | 2%                     | —                      | 1988                   | 45,000                 | 12.12%                 | 2.9%                   |
| 1948                                    | 3,000                  | 2%                     | —                      | 1989                   | 48,000                 | 12.12%                 | 2.9%                   |
| 1949                                    | 3,000                  | 2%                     | —                      | 1990                   | 51,300                 | 12.4%                  | 2.9%                   |
| 1950                                    | 3,000                  | 3%                     | —                      | 1991                   | 53,400                 | 12.4%                  | 2.9%                   |
| 1951                                    | 3,600                  | 3%                     | —                      | 1992                   | 55,500                 | 12.4%                  | 2.9%                   |
| 1952                                    | 3,600                  | 3%                     | —                      | 1993                   | 57,600                 | 12.4%                  | 2.9%                   |
| 1953                                    | 3,600                  | 3%                     | —                      | 1994                   | 60,600                 | 12.4%                  | 2.9%                   |
| 1954                                    | 3,600                  | 4%                     | —                      | 1995                   | 61,200                 | 12.4%                  | 2.9%                   |
| 1955                                    | 4,200                  | 4%                     | —                      | 1996                   | 62,700                 | 12.4%                  | 2.9%                   |
| 1956                                    | 4,200                  | 4%                     | —                      | 1997                   | 65,400                 | 12.4%                  | 2.9%                   |
| 1957                                    | 4,200                  | 4.5%                   | —                      | 1998                   | 68,400                 | 12.4%                  | 2.9%                   |
| 1958                                    | 4,200                  | 4.5%                   | —                      | 1999                   | 72,600                 | 12.4%                  | 2.9%                   |
| 1959                                    | 4,800                  | 5%                     | —                      | 2000                   | 76,200                 | 12.4%                  | 2.9%                   |
| 1960                                    | 4,800                  | 6%                     | —                      | 2001                   | 80,400                 | 12.4%                  | 2.9%                   |
| 1961                                    | 4,800                  | 6%                     | —                      | 2002                   | 84,900                 | 12.4%                  | 2.9%                   |
| 1962                                    | 4,800                  | 6.25%                  | —                      | 2003                   | 87,000                 | 12.4%                  | 2.9%                   |
| 1963                                    | 4,800                  | 7.25%                  | —                      | 2004                   | 87,900                 | 12.4%                  | 2.9%                   |
| 1964                                    | 4,800                  | 7.25%                  | —                      | 2005                   | 90,000                 | 12.4%                  | 2.9%                   |
| 1965                                    | 4,800                  | 7.25%                  | —                      | 2006                   | 94,200                 | 12.4%                  | 2.9%                   |
| 1966                                    | 6,600                  | 7.7%                   | 0.7%                   | 2007                   | 97,500                 | 12.4%                  | 2.9%                   |
| 1967                                    | 6,600                  | 7.8%                   | 1.0%                   | 2008                   | 102,000                | 12.4%                  | 2.9%                   |
| 1968                                    | 7,800                  | 7.6%                   | 1.2%                   | 2009                   | 106,800                | 12.4%                  | 2.9%                   |
| 1969                                    | 7,800                  | 8.4%                   | 1.2%                   | 2010                   | 106,800                | 12.4%                  | 2.9%                   |
| 1970                                    | 7,800                  | 8.4%                   | 1.2%                   | 2011                   | 106,800                | 10.4%                  | 2.9%                   |
| 1971                                    | 7,800                  | 9.2%                   | 1.2%                   | 2012                   | 110,100                | 10.4%                  | 2.9%                   |
| 1972                                    | 9,000                  | 9.2%                   | 1.2%                   | 2013                   | 113,700                | 12.4%                  | 2.9%                   |
| 1973                                    | 10,800                 | 9.7%                   | 2.0%                   | 2014                   | 117,000                | 12.4%                  | 2.9%                   |
| 1974                                    | 13,200                 | 9.9%                   | 1.8%                   | 2015                   | 118,500                | 12.4%                  | 2.9%                   |
| 1975                                    | 14,100                 | 9.9%                   | 1.8%                   | 2016                   | 118,500                | 12.4%                  | 2.9%                   |
| 1976                                    | 15,300                 | 9.9%                   | 1.8%                   | 2017                   | 127,200                | 12.4%                  | 2.9%                   |
| 1977                                    | 16,500                 | 9.9%                   | 1.8%                   | 2018                   | 128,400                | 12.4%                  | 2.9%                   |
| Sources: Social Security Administration |                        |                        |                        |                        |                        |                        |                        |

## 財政
| 2013年の社会保障信託レポート（単位:10億ドル）                                           | 2013年の社会保障信託レポート（単位:10億ドル） | 2013年の社会保障信託レポート（単位:10億ドル） | 2013年の社会保障信託レポート（単位:10億ドル） | 2013年の社会保障信託レポート（単位:10億ドル） |
| 分類                                                                                    | 退職者 OASI                                   | 障害者 障害保険(DI)                           | メディケア Part A 医療保険(HI)                | メディケア Part B & D SMI                     |
| --------------------------------------------------------------------------------------- | --------------------------------------------- | --------------------------------------------- | --------------------------------------------- | --------------------------------------------- |
| 2012年の収入                                                                            | 731.1                                         | 109.1                                         | 243.0                                         | 293.9                                         |
| 2012年の総支出                                                                          | 645.4                                         | 140.3                                         | 266.8                                         | 307.4                                         |
| トータルの準備金損益                                                                    | 85.6                                          | ▲31.2                                         | ▲23.8                                         | ▲13.5                                         |
| 準備金（2012年末）                                                                      | 2,609.7                                       | 122.7                                         | 220.4                                         | 67.2                                          |
| 給付支払                                                                                | 637.9                                         | 136.9                                         | 262.9                                         | 303.0                                         |
| 鉄道員退職者勘定                                                                        | 4.1                                           | 0.5                                           | —                                             | —                                             |
| 管理費                                                                                  | 3.4                                           | 2.9                                           | 3.9                                           | 4.4                                           |
| 収入内訳                                                                                |                                               |                                               |                                               |                                               |
| 給与税                                                                                  | 503.9                                         | 85.6                                          | 205.7                                         | —                                             |
| OASDI給付への課税                                                                       | 26.7                                          | 0.6                                           | 18.6                                          | —                                             |
| 受益者からの保険料                                                                      | —                                             | —                                             | 3.7                                           | 66.6                                          |
| 各州からの財政移転                                                                      | —                                             | —                                             | —                                             | 8.4                                           |
| 基金からの一般的分配金                                                                  | 97.7                                          | 16.5                                          | 0.5                                           | —                                             |
| 一般的な収入移転 1                                                                      | —                                             | —                                             | —                                             | 214.8                                         |
| 受取利息                                                                                | 102.8                                         | 6.4                                           | 10.6                                          | 2.8                                           |
| その他                                                                                  | —                                             | 3.9                                           | 2.2                                           |                                               |
| Sources: Social Security Administration, Centers for Medicare & Medicaid Services (CMS) |                                               |                                               |                                               |                                               |

### 国際協定
外国で働く労働者が、その国と米国で二重の社会保障負担が生じないよう、いくつかの国とは社会保障協定を結んでいる。以下は合意国の一覧である。
- イタリア（1978年11月1日）
- ドイツ（1979年12月1日）
- スイス（1980年11月1日）
- ベルギー（1984年7月1日）
- ノルウェー（1984年7月1日）
- カナダ（1984年8月1日）
- 英国（1985年1月1日）
- スウェーデン（1987年1月1日）
- スペイン（1988年4月1日）
- フランス（1988年7月1日）
- ポルトガル（1989年8月1日）
- オランダ（1990年11月1日）
- オーストリー（1991年11月1日）
- フィンランド（1992年11月1日）
- アイルランド（1993年9月1日）
- ルクセンブルク（1993年11月1日）
- ギリシャ（1994年9月1日）
- 韓国（2001年4月1日）
- チリ（2001年12月1日）
- 豪州（2002年10月1日）
- 日本（2005年10月1日）
- デンマーク（2008年10月1日）
- チェコ共和国（2009年1月1日）
- ポーランド（2009年3月1日）
- スロバキア共和国（2014年5月1日）
- メキシコ（2004年6月29日に署名したが未発効）

### 社会保障番号
社会保障プログラムの副産物として、加入者識別番号である社会保障番号が採用されており、これは事実上の国民識別番号となっている。

## 給付
社会保障は社会保障税を納税してきた本人が高齢になり退職した後の生活保障のための老齢年金（Retirement Benefits）が基本であるが、以下のような様々な保障も社会保障の一部であり、総称して「OASDI（Old-Age, Survivors and Disability Insurance）」と呼ばれる。
- 障碍年金（Disability Benefits）：本人が障害者になった直前の就労実績（24歳未満は3年中1.5年以上、24歳〜31歳は21歳以降少なくとも半分の期間、31歳以上は10年中5年以上）と総就労実績（28歳未満は1.5年以上、60歳以上は9.5年以上まで段階的に増加）を持つ場合[16]。
- 遺族年金（Survivor Benefits）：本人が死亡した場合の60歳以上（障害者は50歳以上、16歳未満の子持ちの場合は年齢制限なし）の配偶者（離婚した元配偶者を含む）と18歳未満の未婚の（18〜19歳の中等教育以下の教育課程にフルタイムで在籍の子、22歳以前に発症した18歳以上の障害者の子を含む）実子・養子、生活費の半分以上を本人に依存していた62歳以上の親に支払われる[17]。
- 養育年金：親が老齢あるいは障碍年金を受け取っている18歳未満の未婚の実子・養子・被扶養継子に対する給付（18〜19歳の中等教育以下の教育課程にフルタイムで在籍の子、22歳以前に発症した18歳以上の障害者である子を含む）[18]。
- 配偶者年金（Spousal Benefits）：夫婦の一方が少額あるいはゼロ社会保障受給の場合、他方の配偶者の社会保障受給額の半額と本人の受給額のどちらか高額を支給する（年齢、結婚期間などの条件あり。離婚した元配偶者にも一定の条件で適用）。

日本の遺族年金や厚生年金受給開始年齢の男女差のような、性別にかかわる差別は一切ない。

### 支給年齢
満額支給年齢（Full Retirement Age、FRA）は2012年現在66歳であるが、生年が遅くなるにつれ2か月単位で支給開始年齢が遅くなる（1955年生まれの66歳2か月から1960年以降生まれの67歳まで）。満額支給年齢を待たずに62歳から繰上げ減額受給（受給開始をFRAから1か月繰り上げるごとに5/9%減額、36か月を超える分は1か月ごとに5/12%減額（最大30%（=5/9%×36か月+5/12%×24か月）減額）や、70歳まで受給開始を遅らせる繰下げ加算受給制度（受給開始をFRAから1か月遅らせるごとに2/3%受給額に加算、最大32%（=2/3%×48か月）加算）もあるが、繰上げ受給は減額が一生続く以外にもFRA以前に社会保障以外の所得（給与など）を得ている間は減額され、繰下げ受給は加算分の累計が受給遅延分に追いつくのに繰下げ期間の長短を問わず実際に受給開始から12年半を要するなどのデメリットがある。ただし、下記に示すように、勤労・事業所得やIRAや401（k）からの引き出しなど社会保障以外に一定額以上の課税所得がある場合は社会保障受給額の一部が連邦所得税の課税対象となり、また累進課税の効果、未来の税率が予測不可能など、損得勘定にはかなり曖昧で大胆な予想・仮定を含む面倒な計算が必要で、加算分の累積が繰下げ期間中の得べかりし受給額に追いつく時間だけを以て一概に繰下げ受給が損または得とは断定できない。

### 受給資格
老齢年金の受給資格を得るには、最低40クレジットの加入実績が必要である。社会保障税の対象となる利子・配当などを除く年間所得の一定金額（2014年現在1,200ドル）ごとに1クレジットが加算されるも、各年度で最大4クレジットまでしか得られないので受給資格条件である40クレジットを得るには10年かかる。日米社会保障協定などで外国の公的年金の加入期間と通算する場合は最低6クレジットの加入実績が必要である。1977年度までは所得申告は四半期毎だったので四半期＝1クレジットだったが、1978年以降は年単位の所得申告になったのでクレジットの計算も1年単位になった。日本語で社会保障について解説している弁護士事務所などのサイトの多くには、未だに四半期＝1クレジットであるような誤解が見られる。

### 支給金額
支給金額（Primary Insurance Amount、PIA）は、過去に納付した社会保障税の対象所得金額と加入期間で計算される「平均補正月収（Average Indexed Monthly Earnings、AIME）」によって決まる。2015年に62歳になる人の支給金額の計算方法の概要は以下のとおり。
- 62歳になった年（2015年）の前年（2014年）までの35年間の社会保障税対象所得金額（所得を得た年が36年以上ある場合は上位金額の35年）を選ぶ（各年度の上限金額あり）
- 各年度の所得金額に物価上昇分を補正するための古い年ほど大きくなる重み係数（例えば2015年に計算する1954年の所得は14.2247405倍）を乗じて合計する
- 上記合計金額を420カ月（35年）で除した金額がその人の「平均補正月収」になる
- 上記平均補正月収額の最初の826ドルの90%、次（826ドルを超える分）の4,154ドルの32%、4,980（826+4,154）ドルを超える分の15%を和したものが支給額（PIA）になる（最初の「35年間の所得金額」の各年度に上限金額があるので「平均補正月収」も上限額があり、支給額が青天井になることはない）

支給金額の計算は62歳になった年に一旦確定し、その後毎年、生活費補正（Cost-of-Living Adjustment、COLA）と呼ばれる係数で補正され、例えば満額支給年齢（2015年現在66歳）から実際に受給を開始した場合は62歳になった年に確定した金額を4年間分のCOLAの累積で補正した支給金額になる。実際の支給金額はこの金額に更に満額支給年齢からの繰り上げ受給あるいは繰り下げ受給の減額・加算分を乗ずる。1月1日に62歳になった人はその前年度の扱いになる。
日本の老齢基礎年金のように、所得に関係なく毎月一定の保険料を納付し続け、支給金額は保険料の支払い回数に完全正比例で決まる、言わば積み立て型の年金額計算とは違い、生涯労働年数35年をモデルとした所得保障指向である。ただし、日本の国民年金が40年あるいは60歳（高齢任意加入で65歳まで延長可、1965年4月1日以前生まれは70歳まで延長の特例あり）で保険料の払い込み終了となるのとは異なり、35年を超えても社会保障税の対象所得がある限り、既に社会保障受給中でも社会保障税が徴収される。
上記の最後のステップで分かるように、平均補正月収が少ない人ほど実際の支給額の平均補正月収に対する割合が大きい。例えば、平均補正月収額791ドルの人の受給金額は712ドル（90%）、4,768ドルの人のそれは2,004.80ドル（42%）である。これは、社会保障が所得再分配の性格を持っていることを意味する。2013年現在66歳の人の受給額は最低月額1ドルから最高2,685.50ドル（35年間毎年社会保障税対象上限金額の所得があり平均補正月収額9,066ドルの人）である。支給額は途中計算では10セント単位に切り下げられ、繰り上げ減額・繰り下げ加算補正をした最終的な支給額では1ドル単位に切り下げられる。ただし、所得税支払いが見込まれる人は社会保障から支給額の最高25%までの連邦所得税源泉徴収（任意）ができるので、源泉徴収後の実際の送金額にはセント単位の端数が生じることがある。
社会保障受給開始後も働き続け、社会保障税の対象となる所得があり、実際に社会保障税を納税し、もしその所得金額が平均補正月収額（AIME）を計算した35年間中の最低年次所得額より大きいと、その最低所得年度分がこのより多い所得金額で置き換えられるため結果的に平均補正月収が増加し、支給金額が（受給をしながら）その所得を得た年度に遡って増加する（ただし満額支給年齢＝FRA以前の受給は減額あり、下記参照）。日本の厚生老齢年金が、受給開始後も雇用されていると給与の額と年金の額に応じて年金の一部または全部が支給停止されること（在職老齢年金）があり、高齢者の勤労意欲を削ぐ要因の一つになっていることとは対照的である。
PIAは老齢年金の基礎額（FRAから受給開始する人の受給金額の基礎）となる。障碍年金や遺族年金額もPIAを基礎として本人や遺族配偶者の年齢や配偶者自身の社会保障などで補正される。

### 課税と他の所得の影響
社会保障とその他一切の課税所得（給与、自営、利子、配当、課税繰り延べ資金からの引き出しなど）の合計収入が一定額（2013年現在、社会保障受給額の半分とその他の所得の合計が単身者で年間34,000ドル、夫婦の合算申告で年間44,000ドル）を超えると、社会保障収入の最高85%も連邦所得税の対象となる（ただし非居住者の外国人については常に85%が課税対象――多くの国では租税条約により控除対象）。これらの所得には、通常401（k）や通常IRAのような課税繰り延べ老後資金の取り崩しも含まれるが、Roth 401（k）やRoth IRAのような非課税老後資金の取り崩しは含まれない。社会保障収入そのものが更に社会保障税の対象になることはない。州の所得税は州により課税する州としない州がある。
他に所得があっても支給額そのものが減額されることはないが、例外が二つある。一つは上記「支給年齢」で記した満額支給年齢（FRA）以前の受給の減額。2015年現在、FRA以前に受給しながら得た所得金額の15,720ドルを超える分の所得2ドル当たり1ドルが支給金額から減額される（FRAになる年度に限り誕生日以前の所得の41,880ドルを超える分の3ドル当たり1ドル減額、2015年現在）。もう一つの例外はWEP（Windfall Elimination Provision、タナボタ排除条項）と呼ばれる制度で、外国の公的年金など社会保障税の対象とならない過去の所得に起因する年金所得のある場合、62歳あるいは障害者になった年の前年までに一定額以上の社会保障税の対象となる所得を得た実績が30年未満であると、生年と一定額以上の社会保障税対象所得を得た年数によって上記支給金額の計算の「平均補正月収額（AIME）の最初の826ドルの90%」の「90%」の部分が前記「一定金額以上の所得実績の年数」の30年からの不足年数1年あたり5%ずつ、実績年数20年以下の場合の最低40%（=90%-（30-20）×5%）まで減少し、「満額」である90%の場合に比べて2015年現在最高月額413ドル（=826×（90%-40%））減額される（FRA＝満額支給年齢から受給開始の場合。繰り下げ受給では加算額の分だけ減額上限も増える）。例えば、社会保障と日本の公的年金（老齢厚生年金など）を併せて受給する場合、日本の公的年金受給額の一部が社会保障から減額されることがある。これは、前述のように社会保障の目的が老後の所得保障であり所得の再分配であるという理由による。ただし減額は外部年金額の1/2を超えることはない（為替レート変動などの影響は不明）。このWEPの減額は社会保障税の対象とならない過去の所得に起因する年金所得にのみ適用されるので、日本の公的年金でも老齢基礎年金部分は該当しない。